# Phil Jimenez
Compléments
Infinite Crisis
New X-Men: Academy X
Wonder Woman
Phil Jimenez est un artiste américain né le 12 juillet 1970 à Los Angeles. Il est connu pour son travail sur des comic books de super-héros, principalement comme dessinateur mais également ponctuellement comme scénariste ou encreur.

## Biographie
Il étudie au School of Visual Arts et commence chez DC Comics sur la série War of the Gods avec l'éditeur Neal Pozner (1955-1994). Il collabore avec Grant Morrison & George Pérez.
Jimenez développe les personnages de Wonder Woman & Wonder Girl.
Il fait son coming out en 1992 et nommé au prix GLAAD Media.
En 2007 il annonce au Comic-Con qu'il a signé un contrat d'exclusivité avec Marvel pour Spider-Man & X-Men. En février 2009 Jimenez dessine une variante de Spider-Man photographiant Barack Obama en couverture dans The Amazing Spider-Man #583.

## Prix
- 2022 : prix Eisner du meilleur numéro pour Wonder Woman Historia: The Amazons no 1 (avec Kelly Sue DeConnick)[2]
- 2024 : prix Eisner du meilleur recueil pour Wonder Woman Historia: The Amazons (avec Kelly Sue DeConnick, Gene Ha et Nicola Scott)[3]

## Principales œuvres
- The Invisibles no 17-19 : Enthropy in the U.K. (dessin), avec Grant Morrison (scénario) et John Stokes (encrage), Vertigo (DC Comics), 1996.
  - (fr) Les Invisibles t. 2 : Entropy in the UK, Panini Comics, coll. « Vertigo Big Books », 2008.
- The Invisibles vol. 2 no 1-13 (dessin), avec Grant Morrison (scénario) et John Stokes (encrage), Vertigo, 1997-1998.
  - (fr) Les Invisibles, Le Téméraire, 2 vol., 1999. Reprend les no 1-7.
- Wonder Woman vol. 2 no 164-167 : Gods of Gotham (dessin et scénario), avec John Marc DeMatteis (scénario) et Andy Lanning (encrage), DC Comics, 2001.
- Wonder Woman vol. 2 no 168-177 (dessin et scénario), avec divers collaborateurs, DC Comics, 2001-2002.
- Wonder Woman : Our Worlds at War (scénario), avec Aw Aldrin, Chiang Cliff et Igle Jamal (dessin) ainsi que Wade von Grawbadger (encrage), DC Comics, 2001.
  - (fr) Wonder Woman : Paradis perdu, Panini Comics, 2006. Reprend Wonder Woman no 164-173 et Our Worlds at War.
- New X-Men no 139-141 : Murder at the Mansion et no 146-150 : Planet X (dessin), avec Grant Morrison (scénario) et Andy Lanning (encrage), Marvel Comics, 2003.
  - (fr) New X-Men t. 3 : Planète X, Panini Comics, coll. « Marvel Deluxe », 2007.
- DC Special : The Return of Donna Troy no 1-4 (scénario), avec José Luis García-López (dessin) et George Pérez (encrage), DC Comics, 2005.
  - (fr) DC Universe hors série : Le Retour de Donna Troy, Panini Comics, 2006. Reprend The Return of Donna Troy.
- Infinite Crisis (dessin), avec Geoff Johns (scénario) et divers collaborateurs, DC Comics, 2005-2006.
  - (fr) Infinite Crisis, Panini Comics, 2011.
- The Amazing Spider-Man no 552-554 (dessin), avec Bob Gale (scénario) et Andy Lanning (encrage), DC Comics, 2008.
  - (fr) Spider-Man : Un jour nouveau, Panini Comics, coll. « Marvel Deluxe », 2012.
- The Amazing Spider-Man no 565-567 : Kraven's First Hunt (dessin), avec Marc Guggenheim (scénario) et Andy Lanning (encrage), DC Comics, 2008.
  - (fr) Spider-Man : La Première Chasse de Kraven, Panini Comics, coll. « Marvel Deluxe », 2012.
- Astonishing X-Men no 31-35 : Exogenetic (dessin), avec Ellis Warren (scénario) et Angy Lanning (encrage), Marvel Comics, 2009-2010.
- Fairest no 1-6 : Wide Awake (dessin), avec Bill Willingham (scénario) et Andy Lanning (encrage), Vertigo, 2012.
  - (fr) Fairest t. 1 : Le Grand Réveil, Urban Comics, 2014.
- Fairest no 15-20 : The Return of the Maharaja (encrage), avec Sean E. Williams (scénario) et Steve Sadowski (dessin), Vertigo, 2013.
  - (fr) Fairest t. 3 : Le Retour du Maharadja, Urban Comics, 2015.
- Savage Wolverine no 12-13 : Come Conquer the Beasts (scénario, dessin et encrage), avec Lope Scott (scénario), Marvel Comics, 2014.
  - (fr) Savage Wolverine (en), Panini Comics, coll. « Marvel Deluxe », 2017.
- Angela : Asgard's Assassin (dessin), avec Kieron Gillen et Marguerite Bennett (scénario) et divers dessinateurs et encreurs, Marvel Comics, 2014-2015.
  - (fr) Angela : Inestimable, Panini Comics, coll. « Marvel Deluxe », 2019.
- Wonder Woman Historia: The Amazons no 1 (dessin et encrage), avec Kelly Sue DeConnick (scénario), DC Comics, 2022.